# Kamień ze Scone

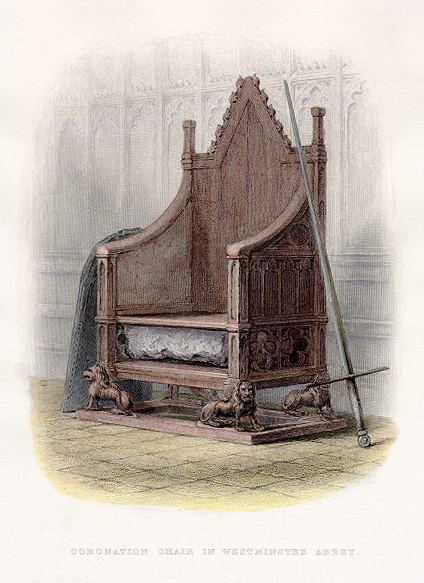
Tron koronacyjny z kamieniem ze Scone w opactwie Westminsterskim

Kamień ze Scone (gael. Lia Fáil) czyli Kamieniem Przeznaczenia – kamień koronacyjny królów Szkocji, a po roku 1296 – królów Anglii i Wielkiej Brytanii, zwany był też kamieniem „mówiącym” lub „proroczym”, gdyż miał on wskazywać kolejnego władcę.
Dwie mile w górę rzeki Tay, na północ od miasta Perth znajduje się historyczne opactwo Scone, w którym zwyczajowo koronowano królów szkockich. To dawniej święte miejsce jest dziś zupełnie zapomniane i porośnięte trawą i drzewami. To właśnie w Scone przechowywany był Kamień Koronacyjny i – jak opisuje to któryś ze starych kronikarzy – nie było króla Szkocji, który by pierwej, w czasie koronacji, nie usiadł na tym kamieniu, w Scone, którą pierwsi władcy wyznaczyli na stolicę Alby. Kamień Przeznaczenia to podłużny blok czerwonego spągowca (piaskowca), długi na mniej więcej 65 cm, o szerokości 40 cm i grubości ok. 25 cm. Na górnej powierzchni kamienia widać ślady obróbki dłutem.
Ustna tradycja i legenda mówi, że ponoć kamień ten służył Jakubowi jako poduszka w Betel, gdzie Jakub doznał objawienia. Kamień został jakoby następnie przywieziony z Syrii do Egiptu przez Gatelusa, który uciekając przed zarazą pożeglował za radą Mojżesza Nilem i morzem do Hiszpanii. Stąd kamień dotarł w jakiś sposób do Szkocji i od momentu wstąpienia na tron Kennetha I podczas ceremonii koronacyjnej sadzano na nim każdego kolejnego władcę tego kraju. Lia Fáil pozostawał w opactwie Scone do 1296 roku, kiedy to Edward I Długonogi zabrał go do londyńskiego Westminsteru. Od tego czasu kamień ten (symbolicznie) leżał pod tronem królewskim w trakcie uroczystości koronacyjnych wszystkich królów Anglii i – od XVIII wieku – Wielkiej Brytanii.
Według niektórych historyków jest to ten sam kamień, co kamień Lia Fáil, znajdujący się na wzgórzu Tara w Irlandii, skąd właśnie trafił do opactwa w Scone.
Pod naciskiem szkockich nacjonalistów Anglicy w 1996 roku zgodzili się oddać Kamień Przeznaczenia – w listopadzie tegoż roku powrócił do Szkocji i został umieszczony w Zamku Edynburskim. Szkoci zgodzili się jednak wypożyczyć go na ceremonię koronacji następnego wspólnego władcy Anglii, Szkocji, Walii i Irlandii Północnej.
Choć badania naukowe nie przyniosły potwierdzenia legendy, pozostaje faktem, że kamień ze Scone nie stracił nic ze swej symbolicznej wymowy nawet po 700 latach „niewoli” w katedrze westminsterskiej.